# Christine Heim
Christine Heim (* 1. Mai 1968) ist eine deutsche Psychologin und Hochschullehrerin an der Charité in Berlin.

## Leben
Heim studierte Psychologie an der Universität Trier, wo sie 1993 ihr Studium mit dem Erwerb des Diploms abschloss. In Trier wurde sie 1996 mit der Arbeit Psychoendokrinologische Untersuchung von Frauen mit chronischen Unterbauchbeschwerden in Psychologie zur Dr. rer. nat. promoviert. Für diese Arbeit erhielt sie 1997 den Dissertationspreis der Universität Trier. Anschließend arbeitete sie als Postdoktorandin an der medizinischen Fakultät der Emory University. 1999 kehrte sie nach Trier zurück, wo sie wissenschaftliche Assistentin an der Abteilung für Klinische and Physiologische Psychologie wurde. 2001 kehrte sie wiederum in die USA zurück und wurde Assistenzprofessorin am Department of Psychiatry and Behavioral Sciences der Emory University. 2006 wechselte sie innerhalb der Universität als Fellow an das Center for Behavioral Neuroscience. 2008 wurde sie als Mitglied in das American College of Neuropsychopharmacology aufgenommen.
Seit 2011 ist Heim Professorin an der Charité und Direktorin des dortigen Instituts für Medizinische Psychologie. Seit 2015 ist sie Mitglied der Berlin-Brandenburgischen Akademie der Wissenschaften. Von 2017 bis 2022 war sie außerdem Mitglied der Ethikkommission der Charité. Seit 2024 ist sie außerdem wissenschaftliche Centrumsleiterin am Zentrum für Prävention, Human- und Gesundheitswissenschaften. Daneben ist sie seit 2014 Forschungsprofessorin am College of Health and Human Development der Pennsylvania State University.
2024 wurde sie zum Mitglied in die Deutsche Akademie der Naturforscher Leopoldina gewählt. Im selben Jahr wurde sie in die Berliner Wissenschaftliche Gesellschaft aufgenommen. Außerdem ist sie seit 2024 assoziiertes Mitglied des Deutschen Zentrums für Kinder- und Jugendgesundheit in Göttingen.

## Forschung
Heims Forschungsschwerpunkte liegen vor allem in den psychobiologischen Auswirkungen von Stress und Trauma und deren langfristigen Folgen für die Gesundheit. Bei ihrer Forschung geht sie multidisziplinär vor und verknüpft psychologische, neuroendokrine, immunologische und neuronale Ansätze. Ein Unterschwerpunkt ihrer Forschung befasst sich mit der Auswirkung von frühkindlichem Stress auf die Entwicklung der Anpassungsfähigkeit eines Menschen über das gesamte Leben hinweg. Heim forscht dazu, wie traumatische Erfahrungen in der Kindheit langfristig neurobiologische Schaltkreise beeinflussen und so als mögliche Ursachen für Depressionen, Angststörungen, Suchterkrankungen sowie kardiovaskuläre und metabolische Störungen in Betracht kommen. Ergebnis ihrer Forschung ist zudem, dass frühkindlicher Stress auch Auswirkungen auf die Entwicklung des Immunsystems und der neuronalen Netzwerke hat. Ziel ihrer Forschung ist es, die Prozesse, durch die der Stress eine biologische Verankerung erfährt, zu identifizieren und durch frühzeitige Intervention die krankheitsfördernden Mechanismen zu unterbrechen. Dabei konzentriert sie sich vor allem auf neurodegenerative und neuroinflammatorische Prozesse. Ihre Studien zeigen, dass durch belastende Kindheitserfahrungen das Risiko für Demenzerkrankungen im Alter erhöht wird.
In diesen Bereichen hat sie unter anderem an den von der DFG geförderten Projekten „Transgenerationale Übertragung von traumatischen Kindheitserfahrungen: Die Mutter-Kind-Interaktion bei traumatisierten Müttern mit Borderline-Persönlichkeitsstörung“ und „Frühkindlicher Stress und AUD: Identifizierung neuronaler und alltagsbezogener Ansatzpunkte für mechanismusbasierte Interventionen“ mitgewirkt sowie die vom Bundesforschungsministerium geförderten Projekte „Immediate Biological Embedding of Maltreatment in Children“ und „Understanding and Mitigating the Impact of Early-Life Stress on Disease Risk: Towards Developmental Programming of Lifelong Health (Kids2Health)“ geleitet.